# Paul Hession

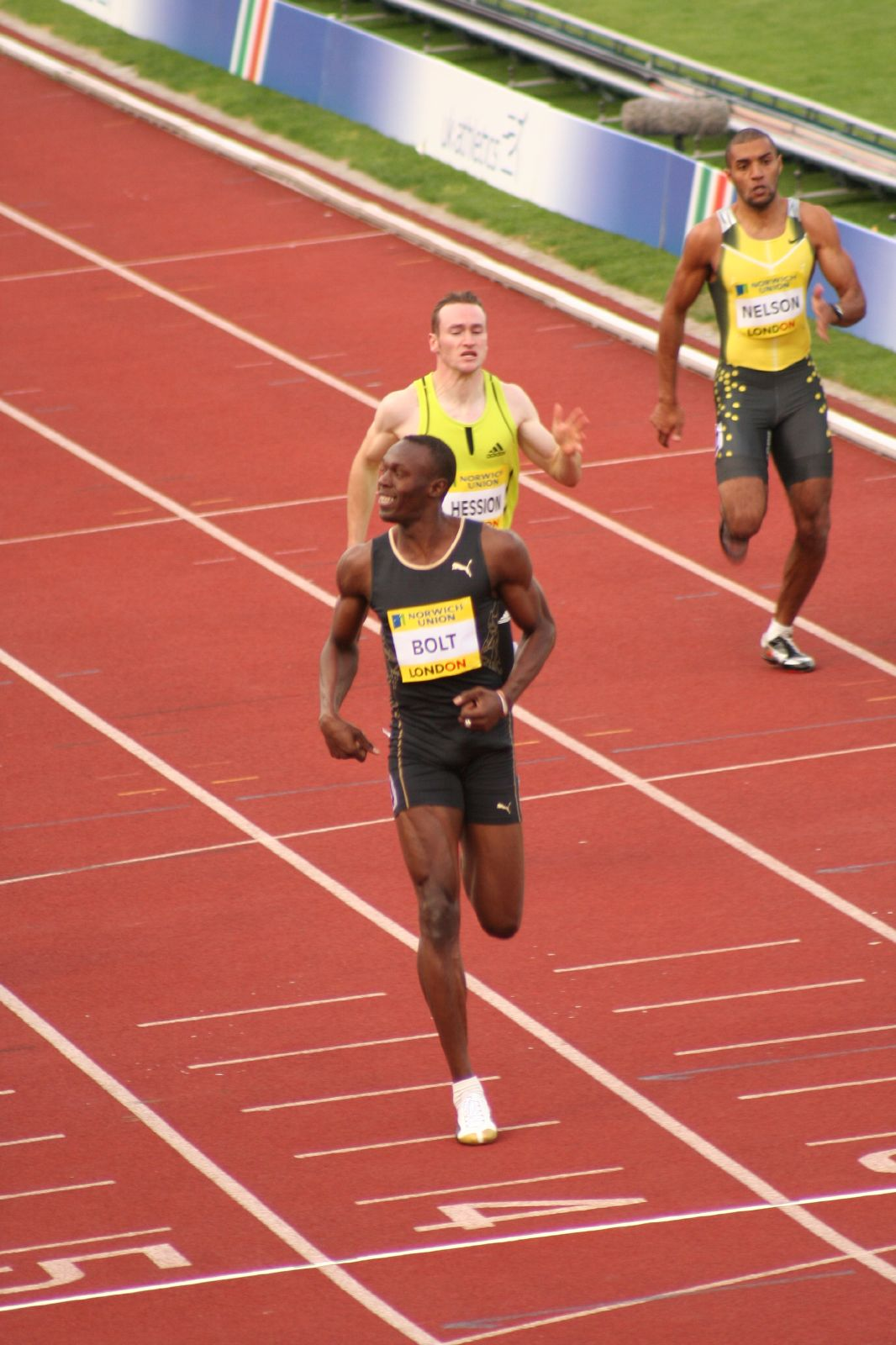
Paul hession i mitten bakom Usain Bolt

Paul Hession, född den 27 januari 1983 i Gakway, är en irländsk friidrottare som tävlar i kortdistanslöpning.
Hessions genombrott kom när han blev silvermedaljör vid Universiaden 2003 på 200 meter. Tre år senare blev han bronsmedaljör vid Universiaden 2006 på samma distans. 
Han har även varit i semifinal vid EM 2006, VM 2007 och vid Olympiska sommarspelen 2008. Vid IAAF World Athletics Final 2008 blev han silvermedaljör på 200 meter.

## Personliga rekord
- 100 meter - 10,18
- 200 meter - 20,30